# Amendement Virapoullé
Pour les articles homonymes, voir Virapoullé.
L’amendement Virapoullé est une disposition de la Constitution française qui, à l’alinéa 5 de son article 73, interdit à La Réunion une évolution institutionnelle autorisée aux départements français d’Amérique par les alinéas précédents. Elle tient son nom de Jean-Paul Virapoullé, sénateur qui la fait voter par le biais d’un amendement en 2003.

## Contexte historique
Le vote de l’amendement Virapoullé intervient en 2002 alors que Jacques Chirac vient d’être réélu président de la République française et que la droite est majoritaire à l’Assemblée nationale et au Sénat. L’article 73 de la Constitution est alors révisé pour tenir compte des spécificités de certains départements et régions d’outre-mer. On parle « d’adaptation ».
Jean-Paul Virapoullé, sénateur de La Réunion (membre du groupe UMP) et fervent opposant à la bidépartementalisation, propose un amendement pour faire inscrire dans la Constitution un alinéa qui interdit à La Réunion toute spécialité législative liée aux spécificités de l’île et pérennise le statut du département et de la région d’outre-mer. Il souhaite ainsi freiner les revendications autonomistes du Parti communiste réunionnais (PCR), dont le fondateur Paul Vergès préside le conseil régional de La Réunion depuis 1998.

## Texte de l’amendement
« Compléter le texte de l’amendement no 27 par un alinéa ainsi rédigé : La disposition prévue aux deux précédents alinéas n’est pas applicable au département et à la région de La Réunion. »

— Amendement no 85 rectifié bis de M. Jean-Paul Virapoullé, Mme Anne-Marie Payet et M. Jean-Jacques Hyest.

## Résultats du vote
Résultats du scrutin du 6 novembre 2002 au Sénat :
| Votants | Votes exprimés | Majorité absolue | Pour l’adoption | Contre l’adoption |
| ------- | -------------- | ---------------- | --------------- | ----------------- |
| 314     | 232            | 117              | 188             | 44                |

## Déroulement
Au cours des débats au Parlement, Jean-Paul Virapoullé, qui bénéficie du soutien du président de la République, est entendu par les députés à l’Assemblée nationale puis par les sénateurs au Sénat. Il s’agit, selon les auteurs de l’amendement, de « verrouiller La Réunion dans le statut de l’article 73 ».
Les sénateurs du groupe UMP et de l’Union centriste sont favorables au texte, tandis que le groupe communiste s’y oppose et qu’une partie du groupe socialiste s’abstient. Alors que la ministre de l’Outre-mer, Brigitte Girardin, exprime son opposition à l’amendement, il est adopté au Sénat avec un avis de sagesse du gouvernement.
À l’Assemblée nationale, il rencontre d’abord l’opposition de la commission des Lois, qui adopte un nouvel amendement supprimant cette disposition. Le rapporteur du texte le retire finalement juste avant la séance publique. Les députés adoptent le texte du projet de loi constitutionnelle, incluant l’amendement Virapoullé, le 4 décembre 2002.
Enfin, le texte intégral est adopté le 17 mars 2003 par le Congrès du Parlement.

## Critiques et postérité
Depuis son entrée en vigueur, cet amendement fait l’objet de nombreuses critiques, plusieurs parlementaires en réclamant la suppression,. En effet, il exclut La Réunion des dispositions qui autorisent un département ou une région d’outre-mer à délibérer dans des matières législatives pour lesquelles, normalement, l’État est seul compétent. Par ailleurs, il rend impossibles le passage de La Réunion du régime de l’article 73 à celui de l’article 74 de la Constitution française et la création d’une collectivité territoriale unique à la place des deux collectivités existantes (département et région), à défaut de révision constitutionnelle préalable.
En 2013, Paul Vergès, alors sénateur de La Réunion, et Ericka Bareigts, alors députée de La Réunion, déposent chacun une proposition de loi destinée à doter La Réunion de pouvoirs identiques à ceux des autres territoires ultramarins. Le groupe socialiste à l’Assemblée nationale, majoritaire, approuve le texte, mais le Congrès du Parlement au cours duquel ce changement dans la Constitution doit être voté n’est pas réuni par le président François Hollande.
Le président Emmanuel Macron évoque en 2017 la possibilité de revenir sur l’amendement Virapoullé dans le cadre de la révision constitutionnelle qu’il envisage.